# Ольшанка (Сумский район)
Ольшанка (укр. Вільшанка) — село,
Великочернетчинский сельский совет,
Сумский район,
Сумская область,
Украина.
Код КОАТУУ — 5924782202. Население по переписи 2001 года составляло 114 человек.

## Географическое положение
Село Ольшанка находится на левом берегу реки Псёл,
выше по течению на расстоянии в 4 км расположено село Бариловка (Краснопольский район),
ниже по течению на расстоянии в 2 км расположено село Великая Чернетчина,
на противоположном берегу — село Битица.
Село состоит из трёх частей, разнесённых на расстояние до 1 км.
К селу примыкает большой лесной массив (дуб, сосна).
Через село проходит автомобильная дорога Т-1909.
Около села расположено несколько домов отдыха.